# صعود التنين
صعود التنين (بالإنجليزية: The Rise of the Dragon)‏ هو كتاب مصاحب من تأليف جورج ر. ر. مارتن وإليو م. غارسيا جونيور وليندا أنطونسون يصف تاريخ آل تارجارين بدءًا من غزو إجون تارجارين لويستيروس وحتى حرب رقصة التنانين الأهلية. تم إصداره في 25 أكتوبر 2022. على النقيض من النار والدم، وصفه مارتن بأنه «مكتوب بأسلوب أكثر موسوعية مشابه لعالم الجليد والنار».

## وصلات خارجية
- للمؤلف جورج ر. ر. مارتن